# 2010年世界短道游泳錦標賽
第十屆世界短道游泳錦標賽於2010年12月15日至12月19日於阿拉伯聯合大公國杜拜的杜拜綜合體育館中舉行。杜拜於2006年確認獲得該屆世界錦標賽主辦權。

## 參賽國家和地區
| - 阿尔巴尼亚 - 阿尔及利亚 - 安道尔 - 安哥拉 (2) - 亞美尼亞 - 阿根廷 - (30) - 奥地利 (7) - 巴哈马 (3) - 白俄羅斯 - 比利时 - 玻利维亚 - 百慕大 - 巴西 - 保加利亚 (3) - 布吉納法索 - 柬埔寨 - 加拿大 (16) - 开曼群岛 - 智利 - 中国 - 哥伦比亚 - 刚果共和国 - 庫克群島 - 古巴 - 賽普勒斯 - 捷克 | - 丹麦 - 埃及 - 薩爾瓦多 - 爱沙尼亚 (10) - 衣索比亞 - 法罗群岛 - 斐济 - 芬兰 - 法國 (21) - 德国 (11) - 直布罗陀 - 英国 (2) - 希腊 - 關島 (4) - 几内亚 - 中國香港 - 匈牙利 - 冰島 - 伊拉克 - 以色列 - 義大利 - 牙买加 - 日本 (11) - 约旦 - (12) - 科威特 - 拉脫維亞 (2) | - 黎巴嫩 - 立陶宛 (2) - 盧森堡 (4) - 中國澳門 - 北馬其頓 - 马达加斯加 - 馬爾地夫 - 馬爾他 (10) - 马绍尔群岛 - 毛里塔尼亚 (2) - 墨西哥 (3) - 密克羅尼西亞聯邦 - 摩尔多瓦 - 蒙古国 - 緬甸 - 纳米比亚 - 尼加拉瓜 - 荷蘭 - 尼泊尔 - 新西兰 - 奈及利亞 - 挪威 - 阿曼 - 巴基斯坦 - 巴勒斯坦 - 帛琉 - 巴拿马 - 巴拉圭 - 秘魯 - 菲律賓 - 波蘭 (7) | - 葡萄牙 - 俄羅斯 - 卢旺达 - 圣卢西亚 - 沙烏地阿拉伯 - 塞内加尔 - 塞爾維亞 - 塞舌尔 - 新加坡 - 斯洛維尼亞 - 斯洛伐克 - 南非 (16) - 斯里蘭卡 - 西班牙 - 瑞典 - 瑞士 - 叙利亚 - 中華臺北 - 泰國 - 多哥 - 千里達及托巴哥 - 突尼西亞 - 土耳其 (9) - 乌干达 - 乌克兰 - 阿联酋 - 美国 (36) - 乌拉圭 - 委內瑞拉 (14) - 越南 (2) - 尚比亞 - 辛巴威 |

## 比賽結果

### 男子項目
| 項目                         | 金牌 | 金牌       | 银牌 | 银牌     | 铜牌 | 铜牌     |
| 自由式                       | |            | |          | |          |
| 50公尺 （詳細）              | 塞萨尔·西埃洛（巴西） | 20.51 CR   | 弗雷德里克·布斯凱（法國）                                                                                                   | 20.81    | Josh Schneider（美国）                                                                                           | 20.88    |
| 100公尺 （詳細）             | 塞萨尔·西埃洛（巴西） | 45.74 CR   | 法比安·吉羅（法國） | 45.97    | 尼基塔·洛賓采夫（俄罗斯）                                                                                        | 46.35    |
| 200公尺 （詳細）             | 瑞安·洛赫特（美国） | 1:41.08 CR | 丹尼拉·伊佐托夫（俄罗斯）                                                                                                   | 1:41.70  | 烏薩馬·邁盧利（突尼西亞）                                                                                        | 1:42.02  |
| 400公尺 （詳細）             | 保羅·比德爾曼（德国） | 3:37.06    | 尼基塔·洛賓采夫（俄罗斯）                                                                                                   | 3:37.84  | 烏薩馬·邁盧利（突尼西亞）                                                                                        | 3:38.17  |
| 1500公尺 （詳細）            | 烏薩馬·邁盧利（突尼西亞） | 14:24.16   | Mads Glæsner（丹麦） | 14:29.52 | 久尔陶·盖尔盖伊（匈牙利）                                                                                        | 14:31.47 |
| 仰式                         | |            | |          | |          |
| 50公尺 （詳細）              | Stanislav Donets（俄罗斯）                                                                                                   | 22.93 CR   | 孫曉磊（中国） · 威德波爾·法伯（西班牙）                                                                                    | 23.13    | － | －       |
| 100公尺 （詳細）             | Stanislav Donets（俄罗斯）                                                                                                   | 49.07 CR   | 卡米爾·拉庫爾（法國） | 49.80    | 威德波爾·法伯（西班牙）                                                                                          | 50.04    |
| 200公尺 （詳細）             | 瑞安·洛赫特（美国） | 1:46.68 CR | 泰勒·克萊里（美国） | 1:49.09  | Markus Rogan（奥地利）                                                                                           | 1:49.69  |
| 蛙式                         | |            | |          | |          |
| 50公尺 （詳細）              | 費利佩·席爾瓦（巴西） | 25.95 CR   | 卡梅倫·范德伯格（南非） | 26.03    | Aleksander Hetland（挪威）                                                                                       | 26.29    |
| 100公尺 （詳細）             | 卡梅倫·范德伯格（南非） | 56.80 CR   | 法比奥·斯科佐里（義大利）                                                                                                   | 57.13    | 費利佩·席爾瓦（巴西）                                                                                            | 57.39    |
| 200公尺 （詳細）             | 冨田尚彌（日本） | 2:03.12 CR | 久爾陶·達尼埃爾（匈牙利）                                                                                                   | 2:03.47  | 布倫頓·里卡德（澳大利亚）                                                                                        | 2:04.33  |
| 蝶式                         | |            | |          | |          |
| 50公尺 （詳細）              | Albert Subirats（委內瑞拉）                                                                                                  | 22.40 CR   | 安德烈·戈沃罗夫（乌克兰）                                                                                                   | 22.43    | 史帝芬·戴比勒（德国）                                                                                            | 22.44    |
| 100公尺 （詳細）             | Yevgeny Korotyshkin（俄罗斯）                                                                                                | 50.23      | Albert Subirats（委內瑞拉）                                                                                                 | 50.24    | Kaio Almeida（巴西）                                                                                             | 50.33    |
| 200公尺 （詳細）             | 查德·勒克洛（南非） | 1:51.56    | Kaio Almeida（巴西） | 1:51.61  | 切赫·拉斯洛（匈牙利）                                                                                            | 1:51.67  |
| 混合式                       | |            | |          | |          |
| 100公尺 （詳細）             | 瑞安·洛赫特（美国） | 50.86      | Markus Deibler（德国） | 51.69    | 谢尔盖·费西科夫（俄罗斯）                                                                                        | 51.81    |
| 200公尺 （詳細）             | 瑞安·洛赫特（美国） | 1:50.08 WR | Markus Rogan（奥地利） | 1:52.90  | 泰勒·克萊里（美国）                                                                                              | 1:53.56  |
| 400公尺 （詳細）             | 瑞安·洛赫特（美国） | 3:55.50 WR | 烏薩馬·邁盧利（突尼西亞）                                                                                                   | 3:57.40  | 泰勒·克萊里（美国）                                                                                              | 3:57.56  |
| 接力賽                       | |            | |          | |          |
| 4×100公尺自由式接力 （詳細） | 法國 · 阿蘭·貝爾納 (46.78) · 弗雷德里克·布斯凱 (45.92) · 法比安·吉羅 (45.75) · 扬尼克·阿涅尔 (46.33)                         | 3:04.78 CR | 俄羅斯 · 葉夫根尼·拉古諾夫 (46.68) · 谢尔盖·费西科夫 (45.87) · 尼基塔·洛賓采夫 (45.79) · 丹尼拉·伊佐托夫 (46.48)            | 3:04.82  | 巴西 · 尼古拉斯·桑托斯 (47.33) · 塞薩爾·西埃洛 (45.08) · 馬塞洛·切爾希尼 (47.02) · Nicolas Oliveira (46.31)      | 3:05.74  |
| 4×200公尺自由式接力 （詳細） | 俄羅斯 · 尼基塔·洛賓采夫 (1:42.10) · 丹尼拉·伊佐托夫 (1:42.15) · 葉夫根尼·拉古諾夫 (1:42.32) · 亞歷山大·蘇霍魯科夫 (1:42.47) | 6:49.04 WR | 美国 · 彼得·范德爾卡伊 (1:43.83) · 瑞安·洛赫特 (1:40.48) · 加勒特·韋伯-蓋爾 (1:42.89) · 里基·贝伦斯 (1:42.38)               | 6:49.58  | 法國 · 扬尼克·阿涅尔 (1:41.95) · 法比安·吉羅 (1:42.55) · 克莱芒·勒费尔 (1:45.01) · 热雷米·斯特拉维于斯 (1:43.54) | 6:53.05  |
| 4×100公尺混合式接力 （詳細） | 美国 · 尼克·托曼 (49.88) · Mike Alexandrov (56.52) · 瑞安·洛赫特 (49.17) · 加勒特·韋伯-蓋爾 (45.42)                          | 3:20.99 CR | 俄羅斯 · Stanislav Donets (48.95) CR · Stanislav Lakhtyukhov (57.27) · Evgeny Korotyshkin (49.39) · 尼基塔·洛賓采夫 (46.00) | 3:21.61  | 巴西 · 吉列尔梅·吉多 (50.69) · 費利佩·席爾瓦 (57.21) · Kaio Almeida (50.09) · 塞薩爾·西埃洛 (45.13)              | 3:23.12  |